# John Paul Keith
John Paul Keith es un cantante, compositor y músico estadounidense, nacido en Knoxville, afincado en Memphis, con un característico  estilo que combina el rock and roll, el soul, el doo wop y el blues.

## Historia
Aprendió a cantar en la iglesia de Knoxville y a tocar la guitarra cuando tenía diez años y su padre le regaló una acústica junto a una copias de Chuck Berry´s Golden Hits y The Best of B.B. King. Con dieciséis años fue miembro de bandas locales como The Viceroys o The Nevers. A los veintiún años se mudó a Nashville donde tocó en diversas formaciones y se empapó de estilos como el country, el western o el blues. En 2005 se instaló definitivamente en Memphis, donde residía su hermana, y conoció otros estilos como el de Big Star.
En 2009 formó John Paul Keith & The One Four Fives con el baterista John Argroves, el bajista Mark E. Stuart y el organista Al Gamble. A través del sello Big Legal Mess Records, subsidiario de Fat Possum, editó ese año el álbum Spills and Thrills, así como el directo Live At The Hi-Tone y los singles "Lockin’ For A Thrill" y "Knoxville Town".
Durante 2011 publicó el álbum The Man That Time Forgot, cuyo título estaba inspirado en una canción de Willie Nelson. Dos años después comenzó un nuevo proyecto musical llamado Motel Mirrors, junto a Amy LaVere, y lanzó el álbum en solitario Memphis Circa 3AM, grabado en el estudio de Sam Phillips y masterizado en la Stax Records.
Por partida doble también, en 2018 publicó su cuarto álbum de estudio en solitario Heart Shaped Shadow, y con Motel Mirrors el disco In the Meantime, acompañado de Amy LaVere, Will Sexton y Shaw Zorn, con los que editó un año después Gotta Lotta Rhythm, que incluyó versiones de Patsy Cline, Jimmy Reed, Wanda Jackson o Gram Parsons.
Con mayor acercamiento al soul, en 2021 publicó The Rhythm of the City, donde colaboraron las hermanas Jackson de la joven banda Southern Avenue de Memphis, y que derivó un año después en el álbum en directo A World Like That: Live At B-Side.

## Discografía

### Con The One Four Fives

#### Álbumes
- 2009 - Spills And Thrills (Big Legal Mess Records)
- 2010 - Live At The Hi-Tone (Big Legal Mess Records)

#### Singles
- 2009 - Lookin' For A Thrill (Bonavena Música)
- 2009 - Knoxville Town (Last Chance Records)

### Con Motel Mirrors
- 2013 - Motel Mirrors (Archer Records)
- 2018 - In the Meantime (Last Chance Records)
- 2019 - Gotta Lotta Rhythm (Wild Honey Records)

### En solitario

#### Álbumes
- 2011 - The Man That Time Forgot (Big Legal Mess Records)
- 2013 - Memphis Circa 3AM (Big Legal Mess Records)
- 2018 - Heart Shaped Shadow (Last Chance Records)
- 2021 - The Rhythm Of The City (Wild Honey Records)
- 2022 - A World Like That - Live At B-Side (Wild Honey Records)

#### Singles
- 2013 - Night Time All The Time (Last Chance Records)